# 紋鰭光鰈
紋鰭光鰈為輻鰭魚綱鰈形目鰈亞目鰈科光鰈屬的其中一種，為溫帶海水魚，分布於西北太平洋日本、俄羅斯千島群島海域及半鹹水域，體長可達50公分，棲息在沿岸底層水域，生活習性不明，可做為食用魚。